# Coadout
 Coadout  (en bretón Koadoud) es una población y comuna francesa, situada en la región de Bretaña, departamento de Côtes-d'Armor, en el distrito de Guingamp y cantón de Guingamp.

## Demografía
| 386 | 315 | 406 | 429 | 520 | 525 | 609 | 587 | 538 | 551 | 570 | 540 | 604 | 627 | 580 | 627 | 625 | 625 | 600 | 608 | 588 | 542 | 512 | 487 | 442 | 409 | 369 | 331 | 299 | 401 | 483 | 497 | 518 |
| Para los censos de 1962 a 1999 la población legal corresponde a la población sin duplicidades (Fuente: INSEE [Consultar]) |     |     |     |     |     |     |     |     |     |     |     |     |     |     |     |     |     |     |     |     |     |     |     |     |     |     |     |     |     |     |     |     |